# 田村耕一
田村 耕一（たむら こういち　1918年（大正7年）6月21日 - 1987年（昭和62年）1月3日）は、日本の陶芸家。1986年（昭和61年）に重要無形文化財保持者（人間国宝）に認定。

## 人物
栃木県佐野市富岡町出身。昭和16年（1941年）東京美術学校工芸科図案部を卒業し、大阪府下で楽焼を学ぶが翌年応召する。戦後の昭和20年（1945年）京都市の松風工業株式会社松風研究所に入所して陶磁器の本格的研究を開始し、富本憲吉に師事した。昭和23年（1948年）栃木県佐野市へ帰り、赤見窯の築窯に加わる。翌年新匠工芸会展に出品、昭和25年（1950年）には濱田庄司の勧めで「栃木県窯業指導所」（現在の「栃木県産業技術センター 窯業技術支援センター」）技官となり、ココ工芸の結成に参加、のち生活工芸集団結成に加わった。
昭和31年（1956年）と昭和33年（1958年）に現代日本陶芸展で朝日賞を受賞、昭和32年（1957年）には日本陶磁協会賞を、さらに昭和35年（1960年）と翌年には日本伝統工芸展で奨励賞を連続受賞し、昭和37年（1962年）日本工芸会正会員となった。この間、陶器に酸化鉄を付けて文様表現する鉄絵の技法を開発し、銅彩で色彩を加えた創造性に富む作風を展開した。また、昭和42年（1967年）トルコ・イスタンブール国際展で金賞を受賞するなど国際的な評価も得、昭和59年（1984年）にはミュンヘンで個展を開催した。昭和42年（1967年）東京芸術大学 助教授、昭和51年（1976年）教授に就任し母校での後進の指導にもあたり、昭和60年（1985年）停年退官し同校名誉教授となった。昭和61年（1986年）重要無形文化財「鉄絵」の保持者に認定される。日本工芸会副理事長、佐野市名誉市民でもあった。

## 略歴
- 1918年（大正7年） 栃木県佐野市富岡町に生まれる。
- 1941年（昭和16年） 東京美術学校工芸科図案部卒業。私立南海商業学校（大阪府堺市）のデザインの教師となる。
- 1942年（昭和17年） 宇都宮第36部隊に召集され兵役に服する。
- 1946年（昭和21年） 富本憲吉の誘いにより、輸出陶磁器のデザイン研究所設立に参加するため、京都に赴く。
- 1948年（昭和23年） 赤見焼の創業に参画する。
- 1949年（昭和24年） 佐野市久保町に倒焔式の薪窯を築く。
- 1950年（昭和25年） 濱田庄司の推薦を受け、益子の栃木県窯業指導所技官となる。
- 1953年（昭和28年） 佐野市久保町に四袋の登り窯を築く。
- 1956年（昭和31年） 第5回現代日本陶芸展で朝日新聞社賞ならびに松坂屋賞を受賞。
- 1957年（昭和32年） 日本陶磁協会賞を受賞。
- 1960年（昭和35年） 第7回日本伝統工芸展で奨励賞を受賞。
- 1961年（昭和36年） 第16回新匠会展で富本賞を受賞。文化財保護委員会買上。東京近代美術館買上。京都近代美術館買上。
- 1962年（昭和37年） 第9回日本伝統工芸展の鑑査委員、以後鑑査委員、審査員を務める。朝日陶芸展、日中陶芸展等の審査員も務める。
- 1967年（昭和42年） 東京藝術大学助教授となる。トルコのイスタンブール国際陶芸展にてグランプリ金賞を受賞。
- 1968年（昭和43年） 通産省主催の第3回ジャパン アート フェスティバル「国際芸術見本市アメリカ巡回展」に2ヶ月間（米国9大学）派遣、陶芸を指導する。
- 1970年（昭和45年） 栃木県文化功労賞を受賞。
- 1972年（昭和47年） 日本工芸会陶芸部会長に推される。
- 1975年（昭和50年） 日本陶磁協会賞金賞を受賞。
- 1977年（昭和52年） 東京藝術大学教授に就任する。
- 1983年（昭和58年） 紫綬褒章を受章。
- 1986年（昭和61年） 重要無形文化財「鉄絵」の保持者に認定される（いわゆる人間国宝）。東京藝術大学名誉教授に推される。佐野市名誉市民となる。
- 1987年（昭和62年） 1月3日、死去。勲三等瑞宝章受章。